# Стришавка
Стришавка (пол. Stryszawka) — гірська річка в Польщі, у Суському повіті Малопольського воєводства. Ліва притока Скави, (басейн Балтійського моря).

## Опис
Довжина річки 16,2 км, найкоротша відстань між витоком і гирлом — 9,57  км, коефіцієнт звивистості річки — 1,70 ; площа басейну водозбору 139,7  км². Формується притоками, безіменними струмками та частково каналізована.

## Розташування
Бере початок на північно-східних схилах гори Яловець (1111 м) на висоті 860 м на південно-західній околиці села Стришава. Тече переважно на північний схід і у місті Суха-Безкидзька впадає у річку Скаву, праву притоку Вісли.

## Притоки
- Ляхівка, Блондзонка (ліві); Чорна (права).

## Цікавий факт
- Біля гирла річку перетинає автошлях  28 (Львів — Затор).